# Pachyphytum sodale
Pachyphytum sodale là một loài thực vật có hoa trong họ Crassulaceae. Loài này được (Berger) Rose miêu tả khoa học đầu tiên năm 1905.